# بريتاني جونستون
بريتاني جونستون (بالإنجليزية: Brittany Johnston)‏ هي لاعبة غولف أمريكية، ولدت في 6 يناير 1986 في كليفلاند في الولايات المتحدة.

## وصلات خارجية
- الموقع الرسمي